# Charles Louis Joseph de L'Escuyer
Charles Louis Joseph de L'Escuyer, né le 4 décembre 1741 à Hagnicourt (Ardennes) est un général de brigade de la Révolution française, compromis dans la trahison de Charles François Dumouriez et guillotiné le 13 août 1793 à Paris.

## Biographie
Marquis d'Hagnicourt, il commence sa carrière militaire en Belgique et devient maréchal de camp, major général de la cavalerie.
Rejoignant les troupes françaises au commencement de la guerre contre les forces prussiennes et autrichiennes en 1792, il y est nommé capitaine de gendarmerie, puis colonel le 5 novembre 1792, en Argonne. Il est promu général de brigade le 1er avril 1793 et prévôt dans l'armée du Nord commandée par Charles François Dumouriez. 
Le 2 avril 1793, Dumouriez menacé par la Convention qui se méfie désormais de lui, a déjà fait arrêter la veille le ministre Beurnonville et les députés Armand-Gaston Camus, Jean Henri Bancal des Issarts, François Lamarque et Nicolas-Marie Quinette. Dumouriez les a livrés aux Autrichiens.
Le général L'Escuyer a assisté à cette confrontation entre son supérieur et son ministre de la Guerre. Bien que malade depuis quelques jours, il demande à Dumouriez un congé de convalescence. Mais ce congé lui est refusé. Il doit se rendre à Valenciennes auprès du général Ferrand muni d'un ordre de Dumouriez et d'une escorte de hussards. L'ordre consiste à  arrêter un autre commissionnaire de la Convention, le député Bellegarde. Sur place, il trouve, outre Bellegarde, deux autres conventionnels, Charles Cochon de Lapparent et Joseph Lequinio.  Le commandant de la place, le général Ferrand, lui propose, après des tergiversations, de se placer sur la route en sortie de la cité. Le général L'Escuyer envoie un mot rassurant à Dumouriez, et place ses hussards en dehors de la ville. Le député, prévenu de la menace que fait peser sur lui Dumouriez, se met sous protection des républicains de la ville qui déclarent L'Escuyer suspendu de ses fonctions. Le coup de force souhaité par Dumouriez est manqué. Mais qui fait réellement échouer cette affaire ? Les versions divergent entre le récit du général de L'Escuyer à son procès, les récits du général Ferrand et les hypothèses des historiens,, 
Deux jours plus tard le 5 avril, Dumouriez passe à l'ennemi et est remplacé par le général Dampierre. Mais la lettre de L'Escuyer trouvé dans une redingote abandonnée par Dumouriez compromet encore davantage Charles Louis Joseph de L'Escuyer. Il est arrêté. Il indique avoir agi de connivence avec Ferrand et indique que le positionnement des hussards en sortie de la ville était volontaire, pour  mettre à l'écart ses hussards, éviter l'affrontement avec les républicains et préserver les conventionnels, sans convaincre. Sans doute a-t-il également le tort d'être noble, et d'avoir un fils émigré ce qui le rend particulièrement suspect dans cette période. Le général Ferrand ne peut témoigner immédiatement, étant assiégé par les Autrichiens à Valenciennes. Ce général Ferrand, un ci-devant comme Charles Louis Joseph de L'Escuyer, sera également inquiété quelque temps après, bien qu'ayant vaillamment défendu cette ville, mais bénéficiera des témoignages de ses troupes et échappera à la guillotine.
Traduit devant le tribunal révolutionnaire, Charles Louis Joseph L'Escuyer est condamné à mort et guillotiné le 13 août 1793 à Paris, place de la Révolution.
Son château, au centre du village d'Hagnicourt, est détruit.